# Osová Bítýška
Osová Bítýška (in tedesco Ossowa Bittischka) è un comune ceco situato nel distretto di Žďár nad Sázavou, nella regione di Vysočina.